# Otto Böhm (SS-Mitglied)
Otto Wilhelm Böhm (* 11. Juli 1890 in Heilbronn; † 23. Dezember 1964 in Klingenmünster) war ein deutscher SS-Hauptscharführer und Rapportführer im KZ Sachsenhausen.

## Leben
Otto Böhm war Sohn eines Gendarmeriebeamten. Er besuchte zunächst die Volksschule und später eine Mittelschule, die er im Jahre 1904 ohne Abschluss verließ. Danach machte er eine Lehre als Buchbinder und leistete von 1910 bis 1912 seinen Militärdienst ab. Anschließend arbeitete er als Buchbinder in Genf. 1914 kehrte er nach Deutschland zurück und meldete sich als Kriegsfreiwilliger. Im Jahre 1919 zog er nach Berlin und betätigte sich als Handelsvertreter in der Lebensmittelbranche.
Zum 1. Oktober 1932 trat Böhm der NSDAP (Mitgliedsnummer 1.339.793) und der Allgemeinen SS bei. 1933 erhielt er eine Sachbearbeiterstelle bei der Deutschen Arbeitsfront. Ab Oktober 1941 wurde er als Wachzugführer im KZ Sachsenhausen eingesetzt. Im Sommer 1943 wurde er in den Kommandanturstab übernommen und zum Rapportführer berufen. In dieser Funktion organisierte er den Strafvollzug und führte Exekutionen aus. Mehrere Häftlinge berichteten von Misshandlungen und Beschimpfungen und von Böhms Beteiligung an mehreren Mord- und Massenmordaktionen im Lager. Böhm machte sich aber auch selbst in vielen Fällen des Mordes schuldig. Im Februar 1945 erschoss er mindestens dreißig jüdische Häftlinge aus dem Außenlager Lieberose, die in einem Evakuierungsmarsch nach Sachsenhausen gekommen waren. Ende April 1945 begleitete Böhm als Aufseher den Todesmarsch der Sachsenhausen-Häftlinge in Richtung Norden.
Nach Kriegsende geriet er kurzzeitig in amerikanische Gefangenschaft und ließ sich anschließend mit seiner Familie in Oberlahnstein nieder, wo er als Zeitschriftenwerber arbeitete. Im April 1957 kam er in Untersuchungshaft. Am 15. Oktober 1960 wurde er vom LG Düsseldorf wegen Mordes in 41 Fällen sowie wegen Beihilfe zum Mord zu lebenslanger Haft verurteilt. Bereits im Jahr darauf erhielt Böhm Haftverschonung wegen Krankheit, wurde aber 1962 nach einer amtsärztlichen Begutachtung erneut in Haft genommen. Anfang Dezember 1964 erfolgte Böhms Verlegung in eine Nervenklinik, wo er am 23. Dezember verstarb.